# آندریاس مولر (بازیکن فوتبال، زاده ۲۰۰۰)
آندریاس مولر (انگلیسی: Andreas Müller؛ زادهٔ ۲۰ ژوئیهٔ ۲۰۰۰) بازیکن فوتبال اهل آلمان است.